# Ormia wygodzinskyi
Ormia wygodzinskyi är en tvåvingeart som beskrevs av Tavares 1965. Ormia wygodzinskyi ingår i släktet Ormia och familjen parasitflugor. Inga underarter finns listade i Catalogue of Life.